# 歌舞伎新報
『歌舞伎新報』（かぶきしんぽう）は、1879年（明治12年）から1897年（明治30年）まで刊行されていた歌舞伎雑誌。江戸時代以来の評判記や狂言本の流れを受け継ぎながら、近代的な雑誌としての体裁を整えてゆき、「演劇雑誌の祖」や「近代演劇雑誌の嚆矢」などと評価されている。

## 概要
『歌舞伎新報』の刊行は月3回を基本としていたが、のちに月5回、最も多い時で13冊発売された月もあったほど変動の幅が大きく、18年の刊行期間を通じての総冊数は1669冊を数える。藤田洋の分類によれば、各号の内容は主に「筋書」、古典籍を翻刻・復刻した「俳優叢談」、仮名垣魯文執筆の「仮文記珍報」、六二連の俳優評判記を掲載した「寄書」、「今日いうところのゴシップ欄」に相当する「雑報」の5項目からなっていた。
表紙は「花卉」の背景に「右上に冊子体の枠を設けて雑誌タイトルと目次、右下には発行者、左上に号数、そして左下の四角枠内に役者絵」という墨一色のスタイルが長いこと維持されていたが、1891年1月の1204号から色刷りになり、同時に役者絵が全体を占めるように変わった。1895年8月に発行所が玄鹿館に移った際、誌面の刷新に伴ってそれまで続いていた役者絵の使用も終了、その年ごとに替わる意匠の背景に「歌舞伎新報」という題と号数だけという表紙になった。役者絵は創刊号の三代目鳥居清満以来、鳥居清種、鳥居清貞らが手がけたが、49号以降はそのほとんどが落合芳幾によるものとなり、菅原真弓の調査によれば、その割合は75％にも上ると報告されている。また、菅原は歌川国松、高畠兼彦など「現在ではなかなかその作品を目にする機会が少ない絵師」も『歌舞伎新報』の役者絵を描いていることに触れ、「明治後の浮世絵師たちの活躍の場を、こうした雑誌が担っていたことが窺われる」と述べている。

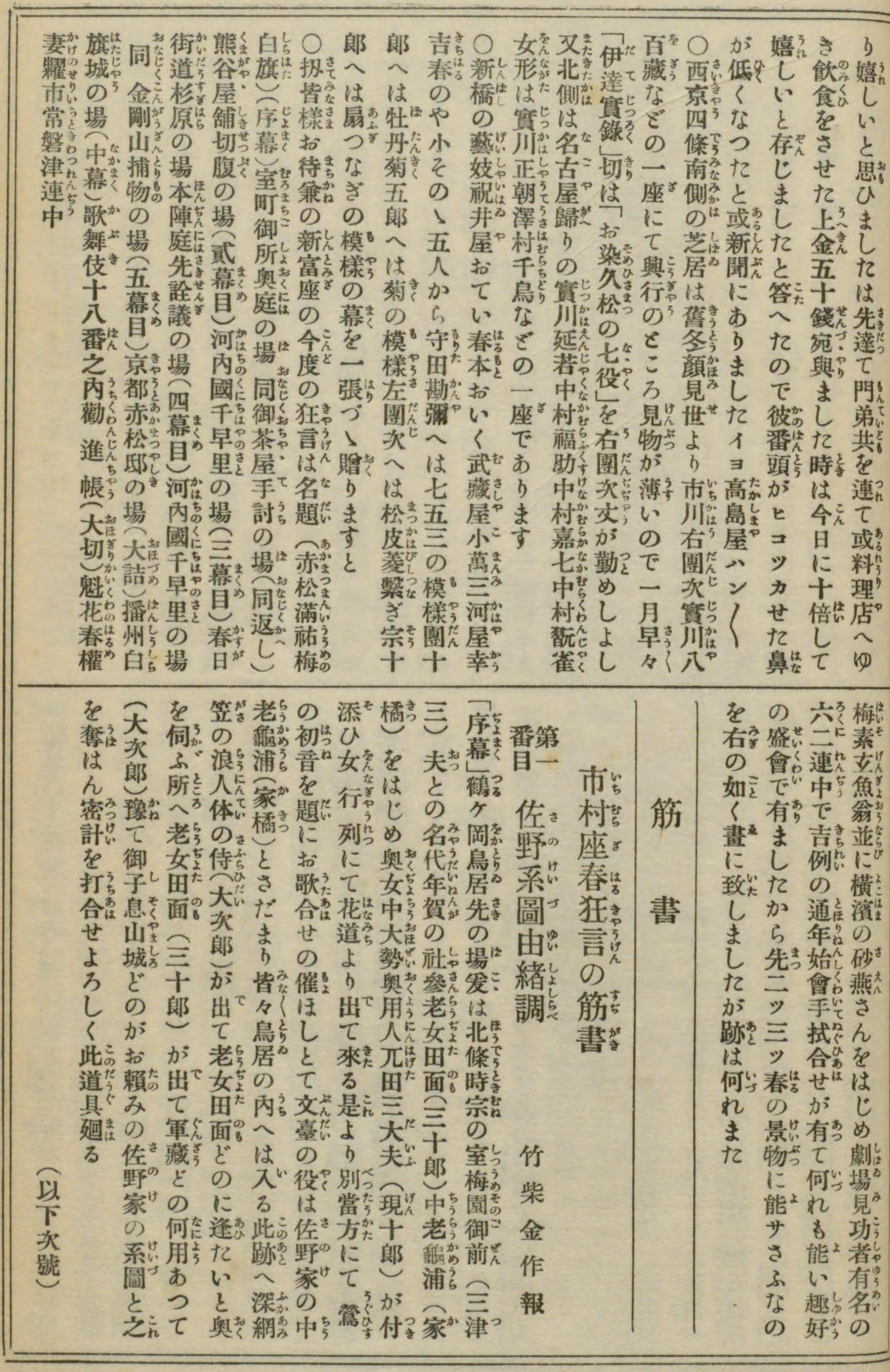
創刊号掲載の明治12年2月市村座初演『佐野系図由緒調』の筋書（復刻）

### 筋書の掲載
『歌舞伎新報』掲載の諸記事の中でも、最も中心的な位置を占めていたと考えられているのが筋書だった。筋書とは「新作狂言の梗概を舞台面に即した形で記した」記事のことをさすが、依然として江戸からの原則が守られ、芝居の台本が外部に公開されることがなく、脚本集などの出版も滅多に行われなかった明治初期にあっては『歌舞伎新報』の筋書に「数少ない〈読む芝居〉としての価値」があったと目されている。『歌舞伎新報』もこうした同時代の状況に触れながら「御存知の通り演劇道の習慣にて作者の外は正本を他人に見するものならねど弊社は座方并に作者等へ内縁もあるに任せ特別の訳にて正本の一覧を乞その筋書を記す」と述べている通り、一連の筋書の掲載が可能になったのは『歌舞伎新報』の編集者を務めていた久保田彦作が竹柴幸治という河竹黙阿弥門下の狂言作者であり、従って『新報』自体も「幕内に密接に繫りを持った」雑誌としての性質を帯びていた為であった。

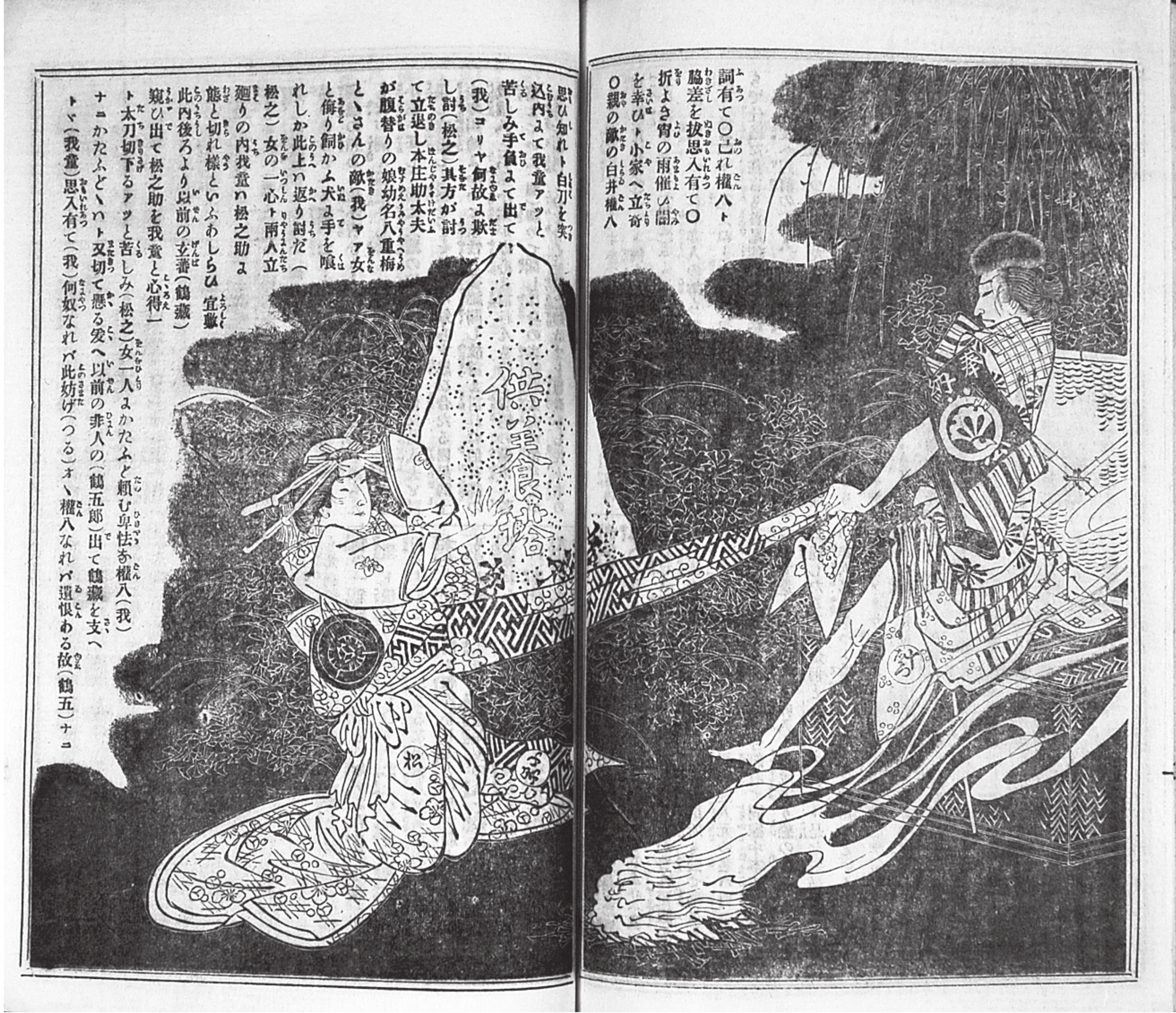
落合芳幾による挿絵を含む第672号の筋書

誌上の筋書は落合芳幾らの挿絵が多く挿入されていたこともあって、一般的には江戸時代の絵入狂言本や草双紙の文化の流れを汲んでいると考えられている。多くの場合、挿絵は見開きの片方のページを使用し、活字印刷の文章部分と木版の挿絵部分が分離した形になっているが、中には草双紙と同様に挿絵の中に文章が入り込む形式のものも見られた。一方、筋書の文章を分析した矢内賢二は、掲載された筋書中の記述は実際の台本を基にしながらも「舞台書き、台詞、ト書き」が簡略化されている場合があることを明らかにし、その理由として「未上演もしくは上演中の芝居の台帳をそのまま公開し、内容の細部までを明らかにするのが憚られたこと」と、あらすじを簡潔に伝えるという「筋書の最も大きな目的」のためには「狂言の梗概を一種の読み物として仕立てる」必要があったことの二つを挙げている。矢内はこうして「歌舞伎の舞台の様相を観客側の視点から描き出す記述の一ジャンル」が成立した点に『歌舞伎新報』の筋書の特色を認めており、後進の『歌舞伎』における型の記録にも影響を与えた可能性があるとしている。
このような筋書の掲載から発展して、のちに歌舞伎台本そのものも『歌舞伎新報』に掲載されるようになっていった。その嚆矢となったのが1879年12月17日の50号から翌年7月の87号まで連載された黙阿弥作の『霜夜鐘十字辻筮』で、「河竹翁新作正本」として掲載が開始されたこの作品は好評を博したため1880年6月に新富座で実際に上演された。これ以降、竹柴其水や久保田彦作ら黙阿弥門下の作者を中心に、12代目守田勘彌や榎本虎彦などの新作台本が掲載されるようになったほか、市川團十郎家の秘本であった歌舞伎十八番の台本も活字化の上発表された。

## 沿革

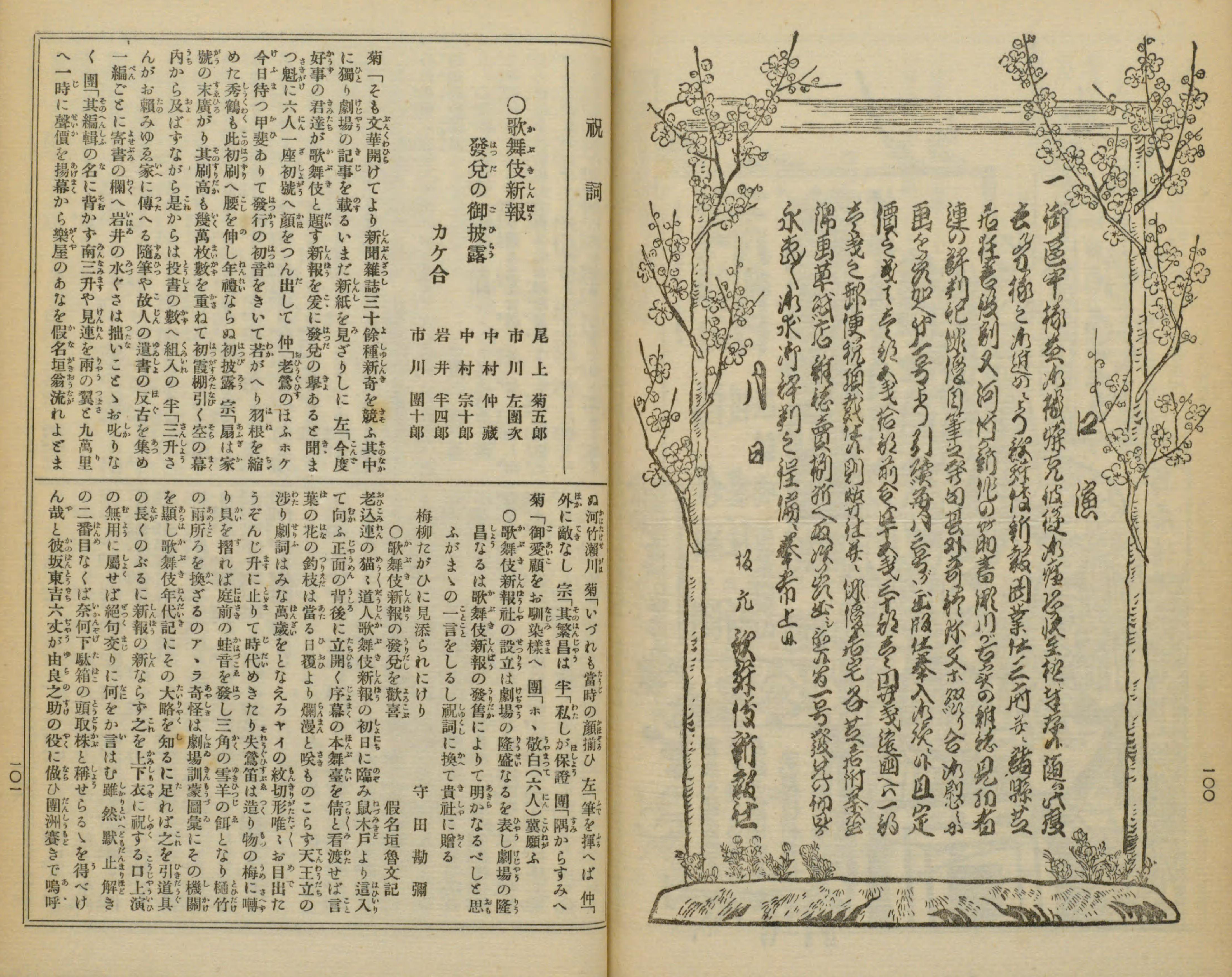
「口演」及び俳優らの「歌舞伎新報発兌の御披露」（復刻）

1879年2月3日、歌舞伎新報社から発刊された。創刊号ではこの新雑誌の内容として「三府并に諸県芝居狂言役割、又河竹新作の筋書、瀬川が古実の雑誌、見巧者連の評判記、俳優自筆の発句、其外奇談珍文を綴り合、御慰みに画を差加へ」ることが掲げられたほか、9代目市川團十郎ら当時の人気役者たちの連名で「独り劇場の記事を載る」専門誌が誕生したことを祝う「歌舞伎新報発兌の御披露」も巻頭に掲載された。菅原真弓などはこうして創刊号に寄せられた挨拶に「雑誌という新しい媒体で、江戸以来の歌舞伎が取り上げられることに対する」歌舞伎界の「期待感」が読み取れると述べている。
久保田彦作が編集にあたり、仮名垣魯文が顧問という「二人三脚」の体制で創り上げられた『歌舞伎新報』は以降、和紙で菊判、毎号12頁、定価3銭という創刊号の形態がずっと維持されていったが、創刊号で「毎月三号」と明記された刊行頻度だけは2ヶ月後の7号から「毎月五号宛」に変更され、その後も変動した。1880年ごろから徐々に月あたりの刊行回数が増え続け、1883年以降は毎月必ず6号以上発売される状態が継続、特に月単位では1884年11月、1885年5月が並んで最多の13号、年単位では1884年が「3日間に一冊のペース」という125冊の記録を残した。藤田洋によれば、発行部数も創刊の翌年に15万6850部だったのが1884年には35万9461部に達しており、この前後が「雑誌の最盛期」であったと考えられている。
1886年2月、江戸以来の評判記の伝統を踏襲していた六二連の『俳優評判記』が終刊。その6ヶ月後、演劇改良会が設立され、演劇改良運動が本格的に始まる。このように「演劇ジャーナリズムが旧から新へと切り替わっていく」同時代の潮流に対応する形で1892年1月、『歌舞伎新報』も編集部及び内容の一大刷新を行うこととなった。編集は久保田彦作、仮名垣魯文の二人から宮崎三昧、三木竹二、鈴木得知、岡野碩へと引き継がれ、演劇改良運動推進派の日本演芸協会と連携した上で、徐々に海外の劇壇情報、脚本の紹介・翻訳や演劇論のような記事が掲載されるようになっていった。こうした新機軸の記事は新たに『歌舞伎新報』に関わるようになった尾崎紅葉や森鷗外らによって寄稿されたが、特に重要だったのは鴎外の弟三木竹二による劇評であり、結果『新報』は「当時としては驚くばかりに進歩的な誌面」を持った雑誌として生まれ変わった。
1894年に日清戦争が勃発すると、川上音二郎率いる新劇が戦争劇を上演し人気を集めた。歌舞伎界も後を追うように戦争を題材とした新作を上演するもことごとく不入りで、旧劇が新劇に「甚だしい敗北」を喫する事態となった。また出版界においても1895年1月、写真版を多く使用した大型総合雑誌『太陽』が創刊され、歌舞伎を扱う雑誌が増えた。こうした環境の一大変化から『歌舞伎新報』では改良が喫緊の課題となり、同年3月3日の1610号から新たに関根黙庵が編集主任に就いて再び誌面改造を行うもその2号後から休刊。8月に発行所を玄鹿館に移し、さらなる改良を施した上でようやく1613号から刊行再開となった。用紙が和半紙から洋紙に、定価も3銭から10銭へ変わり、刊行頻度も月3回へと落ち着くなど、雑誌としてのありとあらゆる側面が改められたほか、発行元の玄鹿館が鹿島清兵衛の写真館であった関係で演劇雑誌の歴史で初となる写真の掲載が開始された。いよいよ「評判記の気分を引きずったままの小冊子的雑誌から、日清戦争後の時勢に即した近代的な雑誌へと」進歩した『歌舞伎評判記』であったが、鹿島清兵衛が鹿島家から勘当されると玄鹿館も閉館となり、1897年3月の1669号を最後に刊行が途絶えた。
一般的な『歌舞伎新報』の説明では上記の1669号を以て廃刊になったとされることが多いが、後藤隆基の調査によって1913年9月に復刊していたことが確かめられた。当初は中村盛文堂が主導となって浜村米蔵の編集のもと刊行されていたが、中村盛文堂の本業である印刷業が多忙化するにつれて休刊、1918年からは俵藤丈夫の手に引き取られて再開されたと考えられている。後藤によれば俵藤時代の『歌舞伎新報』の原本で存在が確認できるのは1920年1月の1698号が最後であり、こののちは「途絶したのか、あるいは続号があるのかは不明」だとしている。

## 評価・研究
『歌舞伎新報』以前にも演劇雑誌は発刊されていたが、多くが数年のうちに廃刊となったなか18年間、通巻にして1669号も刊行が継続された点が高く評価されていることに加え、『歌舞伎新報』の人気によって大阪でも『大阪歌舞伎新報』などの類似雑誌が誕生したことや今日では当然となった演劇雑誌における写真版利用を確立させたこと等、後続の雑誌へ与えた影響も大きいため「演劇雑誌の祖」などと称される。
脚本の公開や筋書の掲載という機能を持っていた結果、『歌舞伎新報』によってしか内容を知ることができない作品などもある。河竹繁俊が「要するに、本誌それ自身が、立体的な明治演劇側面史と云ってもよく」と述べる通り、その他の内容全般についても「明治演劇研究に欠かせぬ基礎資料」として利活用されている。

## 年表
- 1879年 - 『歌舞伎新報』の創刊。
- 1880年 - 前年から連載されていた黙阿弥の『霜夜鐘十字辻筮』上演。
- 1886年 - 六二連の『俳優評判記』が終刊。
- 1892年 - 編集部及び誌面の一大刷新。
- 1894年 - 日清戦争開戦。
- 1895年 - 4ヶ月の休刊期間をはさみ、形態が再び変更された上で玄鹿館から刊行再開。1614号から写真の掲載が始まる。
- 1897年 - 『歌舞伎新報』終刊。
- 1913年 - 中村盛文堂主導で復刊。
- 1920年 - 確認されている限りにおいての最終号、第1698号の刊行。